# Lam Asan (Baitussalam)
Lam Asan is een bestuurslaag in het regentschap Aceh Besar van de provincie Atjeh, Indonesië. Lam Asan telt 507 inwoners (volkstelling 2010).